# Винтгар (ущелье)

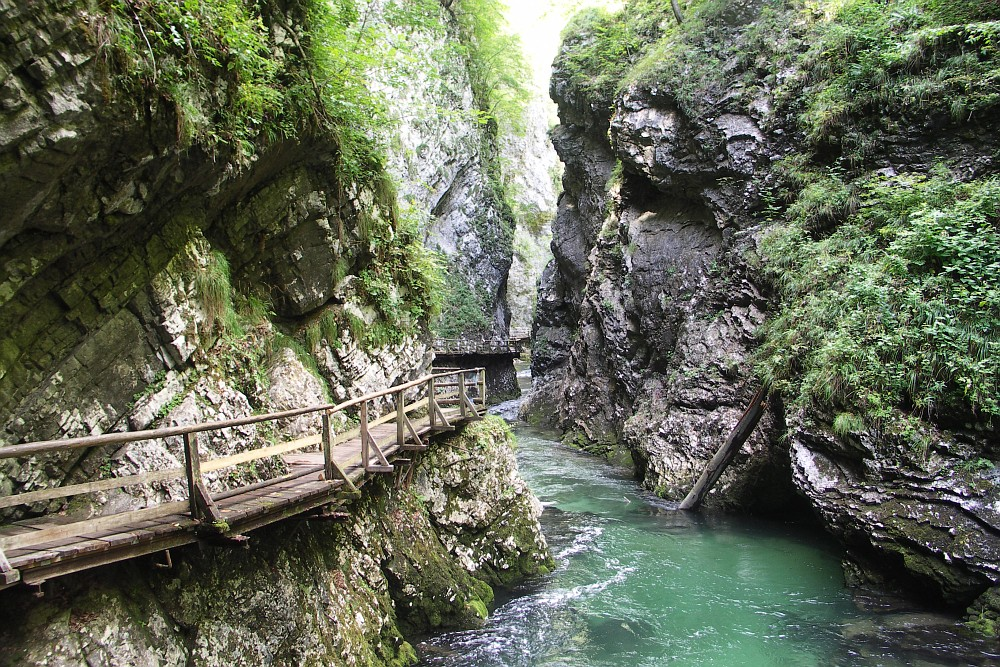
Ущелье Блейски Винтгар, река Радовна.

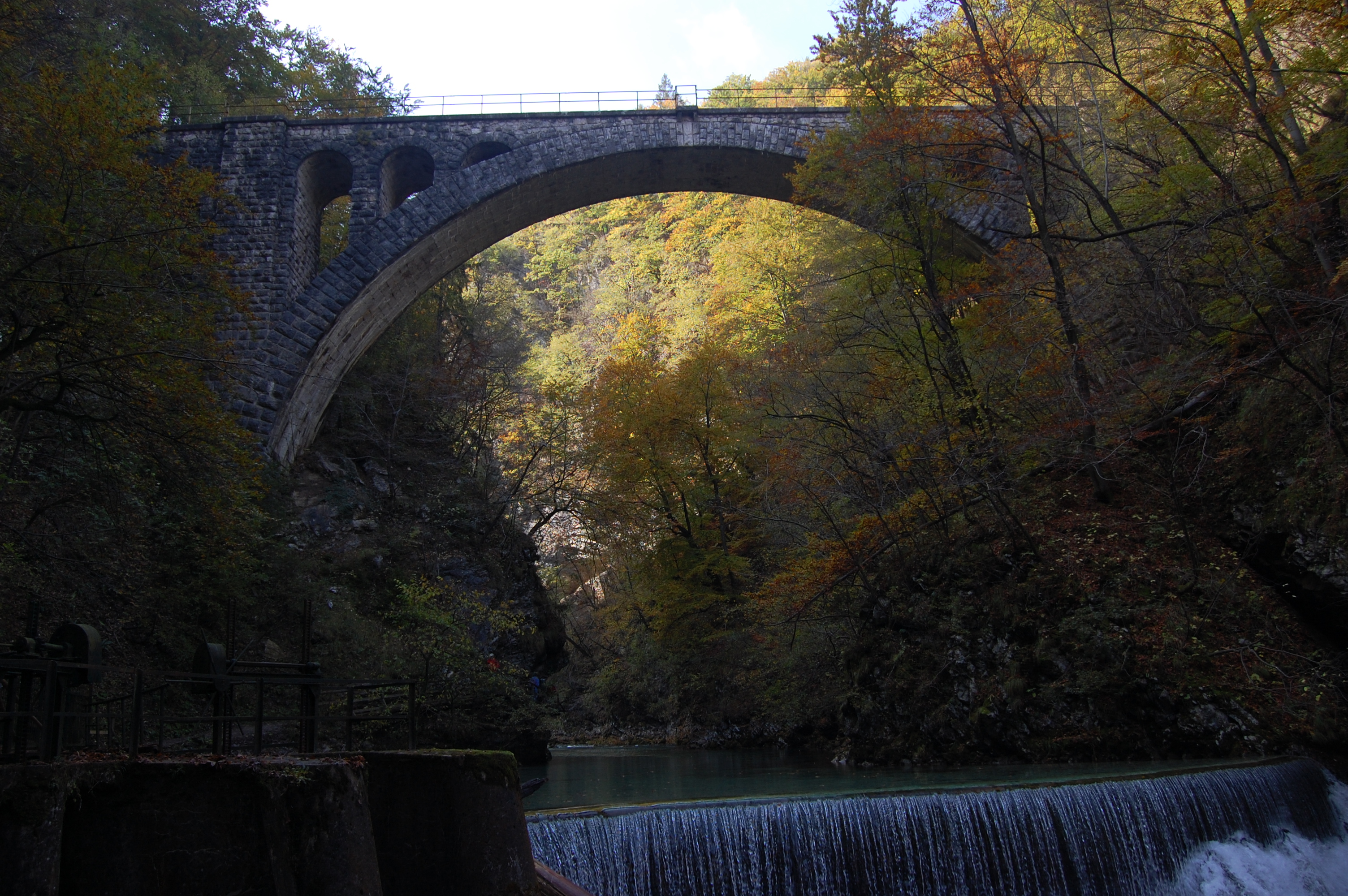
Железнодорожный мост в Блед-Винтгаре

Ущелье блейский винтгар (словен. Blejski vintgar), также просто Винтгар (по названию близлежащей деревушки, расположенной в начале ущелья) — ущелье в Словении, в Гореньскем регионе. Первое ущелье обустроено для туризма в Словении и также дало название другим ущельям в стране («винтгар», на пример Iški vintgar). Охраняется как памятник природы. Входит в национальный парк Триглав.
Длина ущелья 1,6 км. Образовано ущелье рекой Радовна (словен.) в горах Триглав. В ущелье можно наблюдать омуты, пороги, и другие формы воздействия воды. В конце Винтгара с порога падает 13-метровый водопад Винтгарский Шум (словен. Vintgarski Šum).
Ущелье было оборудовано галереями и мостами для посещения туристами ещё в 1893 году. В конце ущелья находится плотина для гидроэлектростанции Винтгар. Ущелье пересекает Бохиньская железная дорога, а в ближайшей деревни Блейска добрава находится железнодорожная станция Винтгар. Железнодорожный мост через Винтгар — самый большой полностью сохранившийся каменный железнодорожный арочный мост в Словении. Он был построен из тесаного камня в 1904 и 1905 годах по проекту архитектора Роберта Шонхофера (Robert Schonhofer).

## Галерея

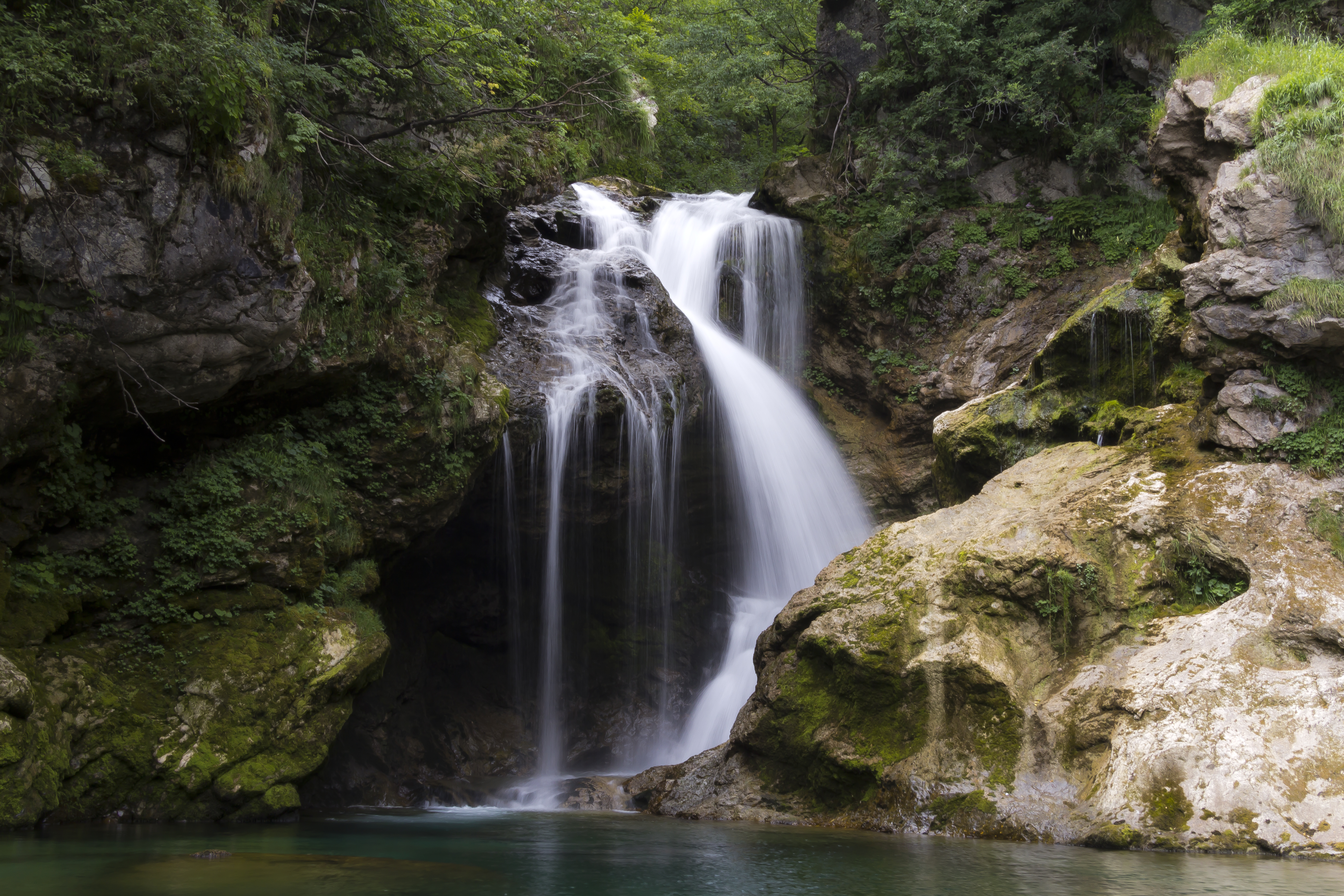
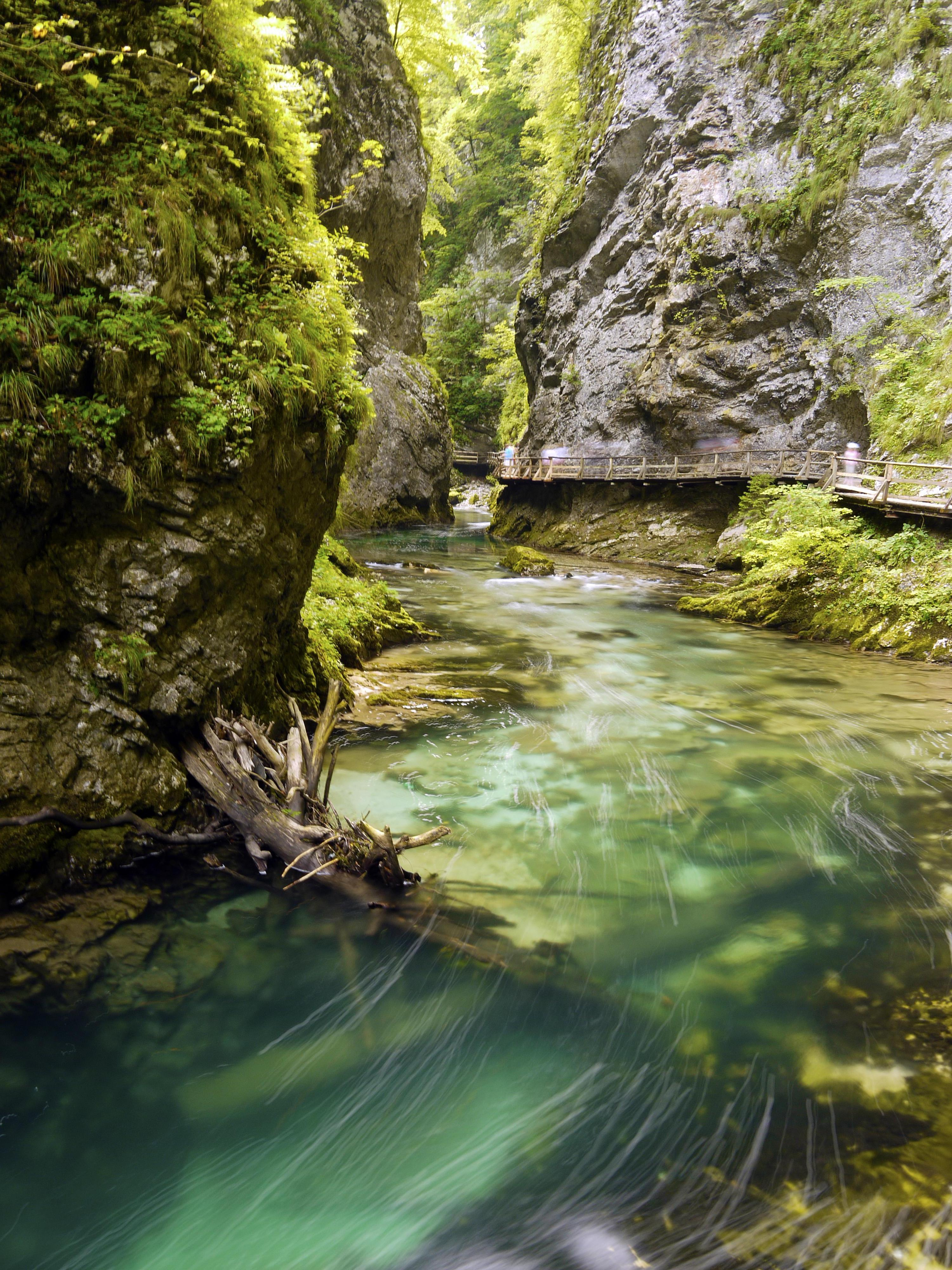
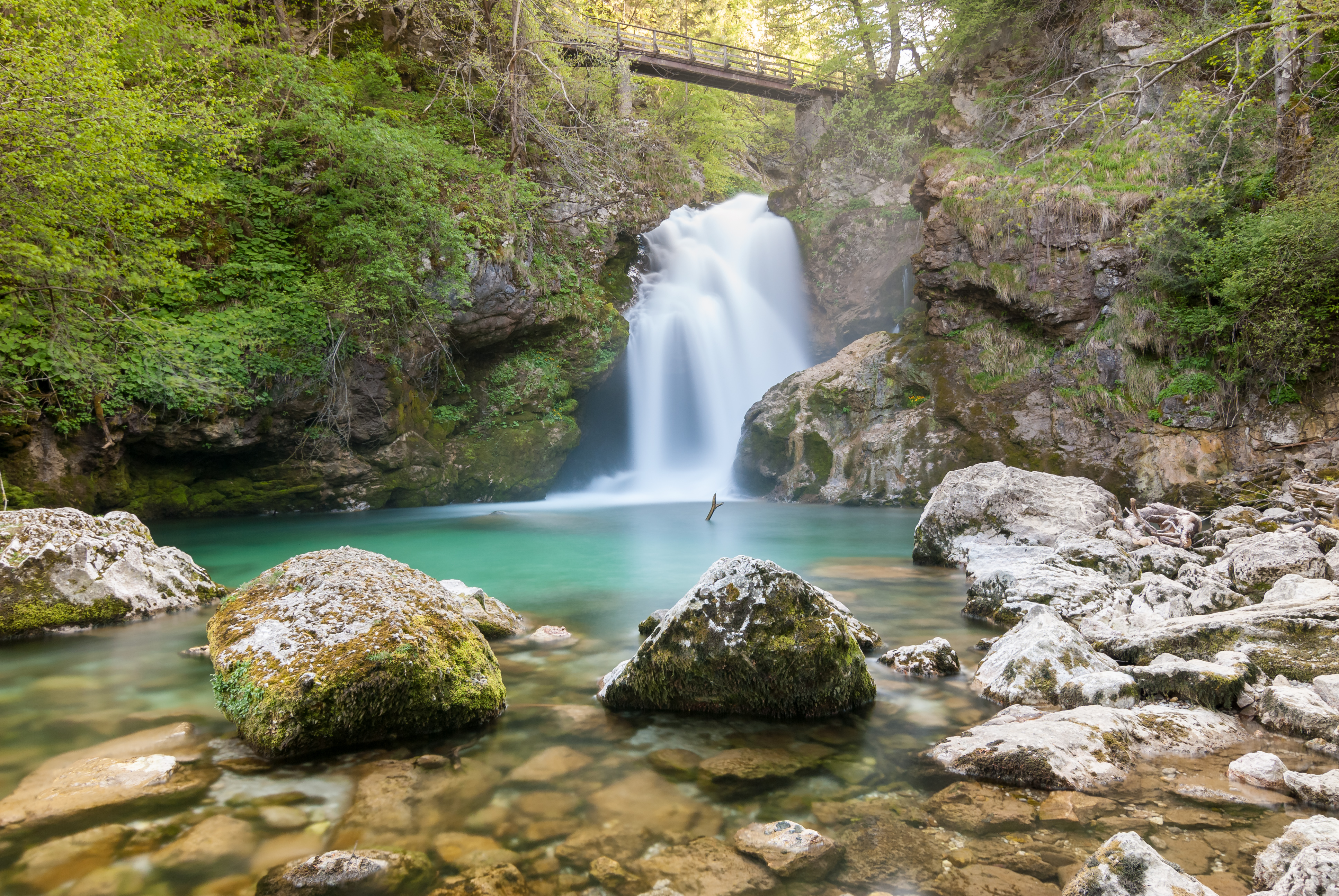